# Stráž (powiat Domažlice)
Stráž – gmina w Czechach, w powiecie Domažlice, w kraju pilzneńskim. Według danych z dnia 1 stycznia 2013 liczyła 235 mieszkańców.